# Высота многочлена
Высота и длина многочлена P с комплексными коэффициентами — это величины, обозначающие «размер» многочлена.
Также, эти термины используются по отношению к самим алгебраическим числам: высота и длина алгебраического числа — это высота и длина его минимального многочлена.

## Определение
Для многочлена P степени n, заданного формулой
{\displaystyle P=a_{0}+a_{1}x+a_{2}x^{2}+\cdots +a_{n}x^{n},}
где  высота H(P) — это максимальная (по модулю) величина его коэффициентов:
{\displaystyle H(P)={\underset {i}{\max }}\,|a_{i}|,}
где длина L(P) — это сумма модулей величин коэффициентов:
{\displaystyle L(P)=\sum _{i=0}^{n}|a_{i}|.\,}

## Связь с мерой Малера
Мера Малера M(P) многочлена P также является мерой размера многочлена P. Три функции H(P), L(P) и M(P) связаны неравенствами
{\displaystyle {\binom {n}{\lfloor n/2\rfloor }}^{-1}H(P)\leq M(P)\leq H(P){\sqrt {n+1}};}
{\displaystyle L(p)\leq 2^{n}M(p)\leq 2^{n}L(p);}
{\displaystyle H(p)\leq L(p)\leq nH(p)},
где {\displaystyle \scriptstyle {\binom {n}{\lfloor n/2\rfloor }}} — биномиальный коэффициент.